# اوستوپوویتسه
اوستوپوویتسه (به چکی: Ostopovice) یک منطقهٔ مسکونی در جمهوری چک است که در ناحیه برنو-تسوونتری واقع شده‌است. اوستوپوویتسه ۳٫۸۳ کیلومتر مربع مساحت و ۱٬۵۴۴ نفر جمعیت دارد و ۲۴۵ متر بالاتر از سطح دریا واقع شده‌است.